# Gnostus meinerti
Gnostus meinerti là một loài bọ cánh cứng trong họ Ptinidae. Loài này được Wasmann miêu tả khoa học năm 1894.